# ウィップル指数

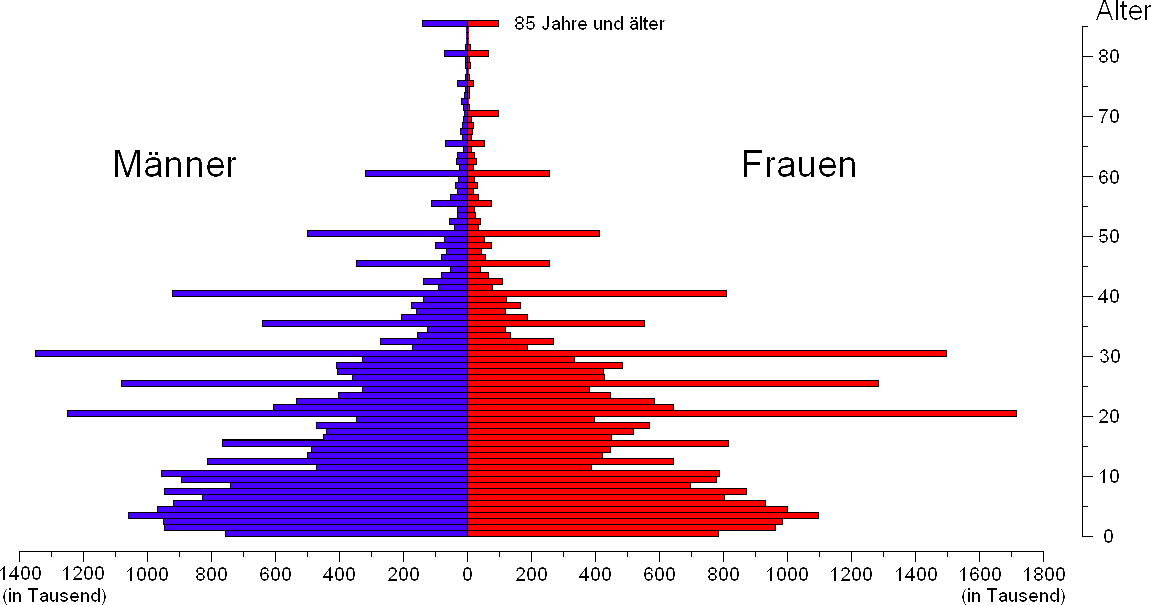
著しいエイジ・ヒーピングを見せる、ナイジェリアの人口ピラミッド（1963年）

ウィップル指数（英: Whipple's index）は、人口統計学で用いられる指標で、個々人が自らの年齢や生年を不正確に報告する傾向をはかる方法のひとつである。アメリカ合衆国の人口統計学者ジョージ・チャンドラー・ウィップル（1866年 - 1924年）によって提唱された。index of concentration （集中指数）とも言う。
国勢調査をはじめとするさまざまな統計調査において、自分の正確な年齢を知らない人が、自分の年齢に近いと思われるキリのいい数字（下一桁が0や5である数字）で報告することがある。このような傾向が強い場合、エイジ・ヒーピングと呼ばれる年齢分布の突出した偏りが生じ、統計は実態とかけ離れることになる。

## 算出法
ウィップル指数は、23歳から62歳までの範囲で下一桁が0や5である年齢の合計人口を、23歳から62歳までの総人口の割ったものに5を掛けることで求められる。指数値は百分比で示され、100（下一桁が0や5の年齢を優先する傾向がない場合）から500（すべての人が0や5で終わる年齢を答えた場合）の間の値をとる。
国際連合は、ウィップル指数を用いてエイジ・ヒーピングを測る尺度を、以下のように提言している。
| ウィップル指数 | データの質                       | 完全値からのずれ |
| -------------- | -------------------------------- | ---------------- |
| < 105          | 非常に正確 (very accurate)       | < 5%             |
| 105–110        | 比較的正確 (relatively accurate) | 5–9.99%          |
| 110–125        | 許容 (OK)                        | 10–24.99%        |
| 125–175        | 不良 (bad)                       | 25–74.99%        |
| > 175          | 非常に不良 (very bad)            | ≥ 75%            |

## 妥当性
ウィップル指数は、エイジ・ヒーピングを測る上で広く利用されている。これは、数字の選好や丸めに基づいて、5年や10年間隔でヒーピング（統計上の年齢分布の山）が生じることを前提としている。エイジ・ヒーピングを測る尺度としては、ほかにマイヤー指数 (Myer's Blended Index) （または、マイヤーズ・インデックス (Myers' Index)）などもあり、任意の下一桁の数字に関する選好を検出することができる。
しかし、文化的に好ましいと考えられる年齢（より若く答えたり、より年長であるように答えたりする）や生年（たとえば、縁起のよい年の生まれと答える）を申告することも考えられ、ヒーピングのパターンは複雑になりうる。1990年に行われた中華人民共和国の国勢調査において、漢民族の間では38歳、50歳、62歳、74歳に、顕著ではないもののヒーピングが発見された（これは辰年と関連する）。この知見は、ウィップル指数など、特定の数字や10進数の間隔に注目した各種の測定法が、すべての集団に当てはまるものではないことを示唆している。